# Chung-Pei Ma
Pour les articles homonymes, voir Ma.
Chung-Pei Ma (en chinois 馬中珮) est une astrophysicienne et cosmologiste taïwano-américaine. Elle est professeure d'astronomie à l'Université de Californie à Berkeley. Elle a dirigé les équipes qui ont découvert plusieurs des plus grands trous noirs de 2011 à 2016.

## Biographie
Chung-Pei Ma est née à Taïwan. Elle a commencé à jouer du violon à l'âge de quatre ans. Elle a étudié au lycée pour filles de Taipei et a remporté le concours national de violon à 16 ans en 1983. Elle a ensuite fréquenté l'Institut de technologie du Massachusetts (MIT) et y a obtenu son baccalauréat ès sciences en physique en 1987. Elle a obtenu un doctorat en physique du MIT en 1993. Elle a étudié la cosmologie théorique et la physique des particules avec Alan Guth et Edmund Bertschinger (en), ses directeurs de thèse. Elle a également continué à pratiquer le violon et a suivi des cours lors de ses années au MIT à Boston, au Conservatoire de musique de la Nouvelle-Angleterre.
De 1993 à 1996, Ma a eu une bourse de recherche postdoctorale à l'Institut de technologie de Californie. De 1996 à 2001, elle a été professeure agrégée et professeure assistante à l'Université de Pennsylvanie. Elle y a remporté le prix Lindback (en) pour l'excellence en enseignement. Elle est devenue professeure d'astronomie à l'université de Berkeley en 2001.
Ma effectue des recherches sur la structure à grande échelle de l'univers, la matière noire et le fond cosmique micro-onde. Elle a dirigé l'équipe qui a découvert les plus grands trous noirs connus en 2011,.
Ma est également éditrice scientifique en cosmologie pour The Astrophysical Journal.

## Distinctions et honneurs
- 1987 : Membre de la société Phi Beta Kappa
- 1997 : Prix d'astronomie Annie J. Cannon
- 1999 : Bourse Sloan
- 2003 : Prix Maria Goeppert-Mayer de la Société américaine de physique[6]
- 2009 : Membre de la Société américaine de physique
- 2012 : Membre de l'Association américaine pour l'avancement des sciences
- 2012 : membre de la Fondation Simons

## Sélection de publications
- Chung-Pei Ma et Edmund Bertschinger, « Cosmological Perturbation Theory in the Synchronous and Conformal Newtonian Gauges », The Astrophysical Journal, vol. 455,‎ décembre 1995, p. 7-25 (DOI 10.1086/176550)
- Chung‐Pei Ma et J. N. Fry, « Deriving the Nonlinear Cosmological Power Spectrum and Bispectrum from Analytic Dark Matter Halo Profiles and Mass Functions », The Astrophysical Journal, vol. 543, no 2,‎ 10 novembre 2000, p. 503–513 (DOI 10.1086/317146)
- M. Boylan-Kolchin, C.-P. Ma et E. Quataert, « Dynamical friction and galaxy merging time-scales », Monthly Notices of the Royal Astronomical Society, vol. 383, no 1,‎ 1er janvier 2008, p. 93–101 (DOI 10.1111/j.1365-2966.2007.12530.x)
- Nicholas J. McConnell et Chung-Pei Ma, « Revisiting the Scaling Relations of Black Hole Masses and Host Galaxy Properties », The Astrophysical Journal, vol. 764, no 2,‎ 20 février 2013, p. 184 (DOI 10.1088/0004-637X/764/2/184)
- Chung-Pei Ma, R. R. Caldwell, Paul Bode et Limin Wang, « The Mass Power Spectrum in Quintessence Cosmological Models », The Astrophysical Journal, vol. 521, no 1,‎ 10 août 1999, L1–L4 (DOI 10.1086/312183)
- Onsi Fakhouri, Chung-Pei Ma et Michael Boylan-Kolchin, « The merger rates and mass assembly histories of dark matter haloes in the two Millennium simulations », Monthly Notices of the Royal Astronomical Society, vol. 406, no 4,‎ 21 août 2010, p. 2267–2278 (DOI 10.1111/j.1365-2966.2010.16859.x)